# Gynostemium

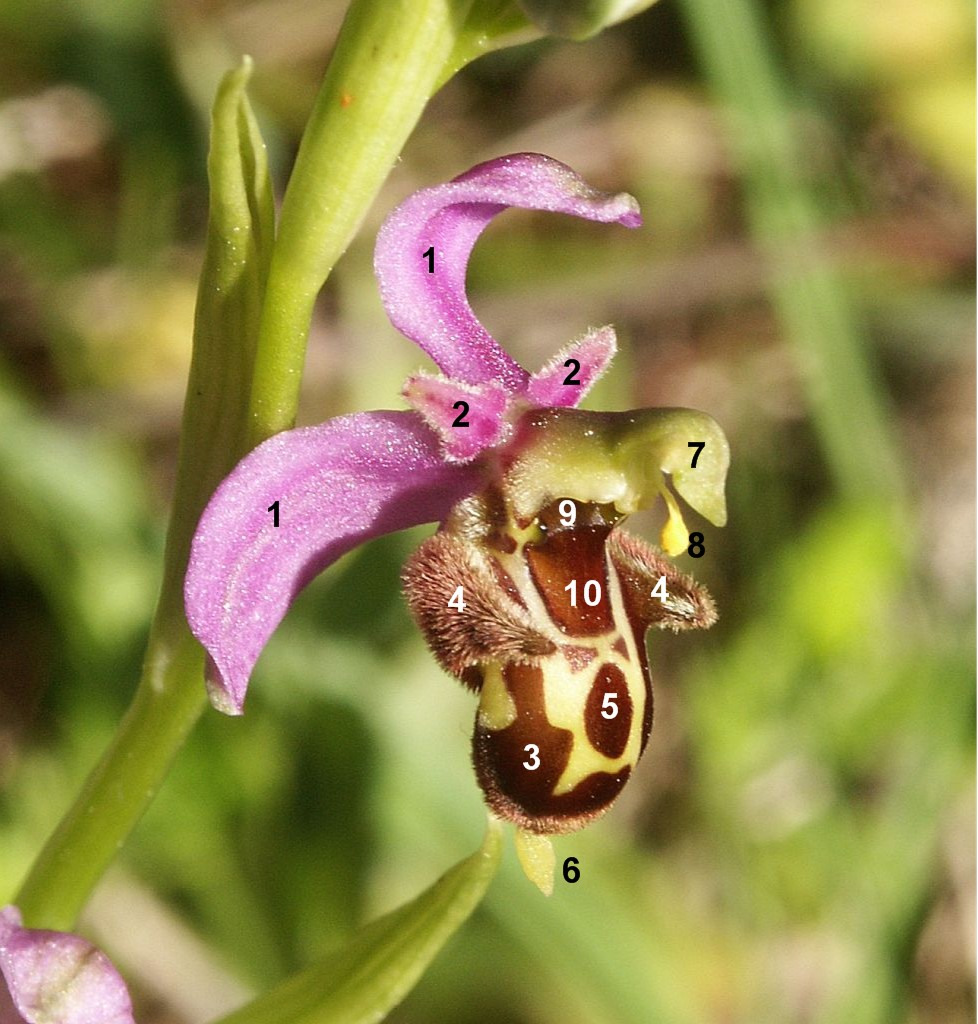
Detail van de bloem van een Ophrys. 1: buitenste bloemdekbladen; 2: binnenste bloemdekbladen; 3: lip - middenlob; 4: lip - zijlobben; 5: speculum; 6: aanhangsel; 7: gynostemium; 8: pollinia (stuifmeelklompjes)

Het gynostemium, zuiltje of reproductieve zuil is een voortplantingsstructuur die voorkomt bij een aantal plantenfamilies, zoals de pijpbloemfamilie, orchideeën en de familie Stylidiaceae.
Het gynostemium is ontstaan door het vergroeien van de mannelijke (meeldraden) en vrouwelijke (stamper) geslachtsorganen van de plant. Helmdraden, stijl en de stempel zijn tot één structuur gefuseerd.
De samengroeiing van verschillende organen die verenigd worden tot één organisch geheel met eigen functionaliteit en eigen verdere evolutie, noemt men synorganisatie.

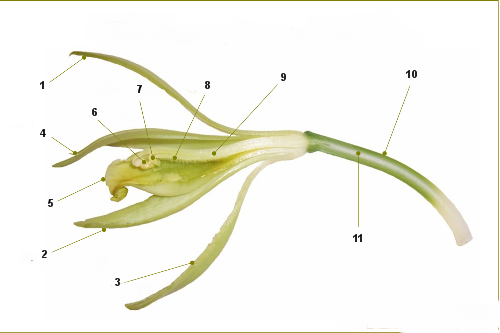
Langsdoorsnede van een vanilleorchidee. 1=Bovenste tepaal; 2=Rechtse tepaal; 3=Linkse tepaal; 4=Rechtse tepaal; 5=Lip; 6=Pollinia; 7=Rostellum; 8=Stigma 9=Gynostemium; 10=Vruchtbeginsel; 11=Zaadknoppen
De sepalen en petalen zijn niet volledig weergegeven om de tekening te verduidelijken

## Orchideeën
Bij de orchideeënfamilie staat het gynostemium zowel in voor de vorming van het stuifmeel als voor de bestuiving door stuifmeel van een andere plant.

### Mannelijk geslachtsorgaan
Van het mannelijke geslachtsorgaan houden de meeste orchideeën nog slechts de resten van één meeldraad over, bij enkele soorten zijn nog twee meeldraden behouden. De andere meeldraden zijn vervormd tot vliesjes of staminodiën, of zijn volledig verdwenen.
Van die ene mannelijke meeldraad blijft meestal enkel een helmknop over die twee, vier of zes zakjes stuifmeel bevat, de pollinia. Bij bepaalde geslachten rusten die pollinia op een horizontaal vlak, het clinander. Bij de meeste echter zitten ze rechtstreeks of onrechtstreeks vast aan een kleefschijfje, het viscidium. Het kleverige viscidium zal bij aanraking op het lichaam van het insect blijven kleven, met medenemen van de pollinia.
Het viscidium komt in twee vormen voor:
- als een compact, viscieus orgaantje, het retinaculum, naakt of omsloten door een halfbolvormig zakje, het bursiculum. De pollinia zitten aan het retinaculum vast met een fijn buigzaam zuiltje, het caudiculum (een restant van de meeldraad), of met een breder zuiltje, het stipum, dat afkomstig is van de stempel. Het retinaculum komt voor bij de meeste inheemse geslachten, zoals Orchis, Ophrys en Dactylorhiza;
- als een losse viscieuze massa, die de pollenmassa omvat en die bij contact met het insect gedeeltelijk loskomt, het viscarium. Deze structuur komt voor bij o.a. de geslachten Liparis, Epipactis en Listera;

### Vrouwelijk geslachtsorgaan
Van het vrouwelijke geslachtsorgaan, de stamper, is de stempel of stigma zichtbaar op de top van het gynostemium onder de pollinia. De stempel is ontstaan uit de versmelting van drie stempellobben. De middelste daarvan heeft bij sommige soorten een uitsteeksel, het rostellum, dat moet verhinderen dat de eigen pollinia op het stigma terechtkomen (zelfbestuiving). De stempel kan gevleugeld zijn.

### Voet
De voet van het gynostemium wordt gevormd door de aanhechting van de bloemlip aan het basale, vooruitstekende deel van het gynostemium. Soms zijn ook de zijdelingse kelkbladen hiermee verbonden. In dat geval kan een mentum worden gevormd, dat nectar kan bevatten en dezelfde rol speelt als het spoor bij Orchis-soorten.